# Justin Wittig
Justin Wittig (* 11. Januar 1907 in Neuendorf (Unterfranken); † 13. Mai 1981 in Würzburg) war ein römisch-katholischer Geistlicher und von 1961 bis 1981 Generalvikar des Bistums Würzburg.

## Leben und Wirken
Justin Wittig studierte katholische Theologie an der Universität Würzburg und wurde 1926 Mitglied der katholischen Studentenverbindung K.D.St.V. Franco-Raetia zu Würzburg im CV. Am 16. März 1930 empfing er durch Bischof Matthias Ehrenfried die Priesterweihe. Er verbracht seine Kaplansjahre u. a. in Stockstadt. 1935 bis 1939 war er Expositus in Gailbach. Er kehrte in die Pfarrerei von Stockstadt als Pfarrer zurück und wirkte dort von 1939 bis 1948. Unter ihm begannen die Planungen für den Bau der Rosenkranzkirche.
1960 wurde er in das Domkapitel berufen, wurde Domdekan und von seinem Studienkollegen Bischof Josef Stangl 1961 zum Generalvikar ernannt. Er wurde zum Ehrenprälaten seiner Heiligkeit ernannt.
1962 wurde er von Kardinal-Großmeister Eugène Kardinal Tisserant zum Ritter des Ritterordens vom Heiligen Grab zu Jerusalem ernannt und am 29. September 1962 durch Lorenz Jaeger, Großprior der deutschen Statthalterei, investiert. Justin Wittig wirkte bis 1981 als Prior der Komturei Würzburg des Ritterordens.